# Этрияк
Этрия́к (фр. Étriac) — коммуна во Франции, находится в регионе Пуату — Шаранта. Департамент — Шаранта. Входит в состав кантона Бланзак-Поршрес. Округ коммуны — Ангулем.
Код INSEE коммуны — 16133.
Коммуна расположена приблизительно в 420 км к юго-западу от Парижа, в 125 км южнее Пуатье, в 20 км к юго-западу от Ангулема.

## Население
Население коммуны на 2008 год составляло 189 человек.
| 1962 | 1968 | 1975 | 1982 | 1990 | 1999 | 2008 |
| ---- | ---- | ---- | ---- | ---- | ---- | ---- |
| 169  | 162  | 157  | 154  | 175  | 165  | 189  |

## Администрация
| Период | Период | Фамилия        | Партия | Примечания |
| ------ | ------ | -------------- | ------ | ---------- |
| 1989   | 2008   | Люсет Майе     |        |            |
| 2008   |        | Фредерик Барон |        | фермер     |

## Экономика
В 2007 году среди 115 человек в трудоспособном возрасте (15—64 лет) 92 были экономически активными, 23 — неактивными (показатель активности — 80,0 %, в 1999 году было 71,0 %). Из 92 активных работали 89 человек (47 мужчин и 42 женщины), безработных было 3 (1 мужчина и 2 женщины). Среди 23 неактивных 7 человек были учениками или студентами, 6 — пенсионерами, 10 были неактивными по другим причинам.

## Достопримечательности
- Церковь Сен-Жермен (XII век). Памятник истории с 1965 года[3]

## Фотогалерея

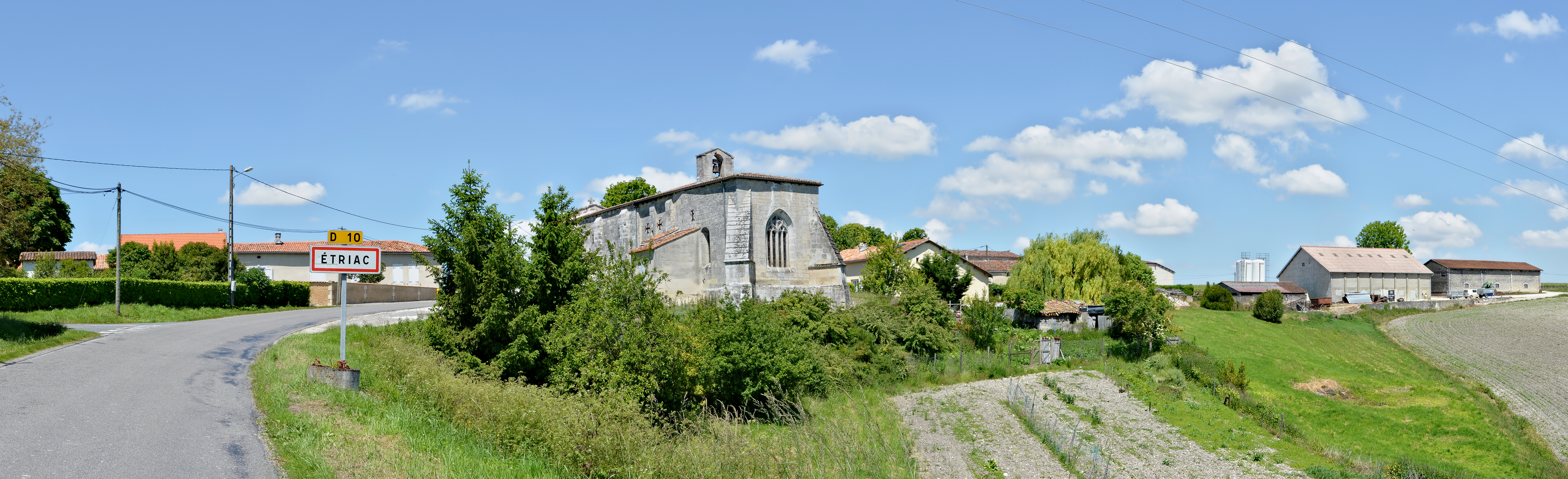
Этрияк
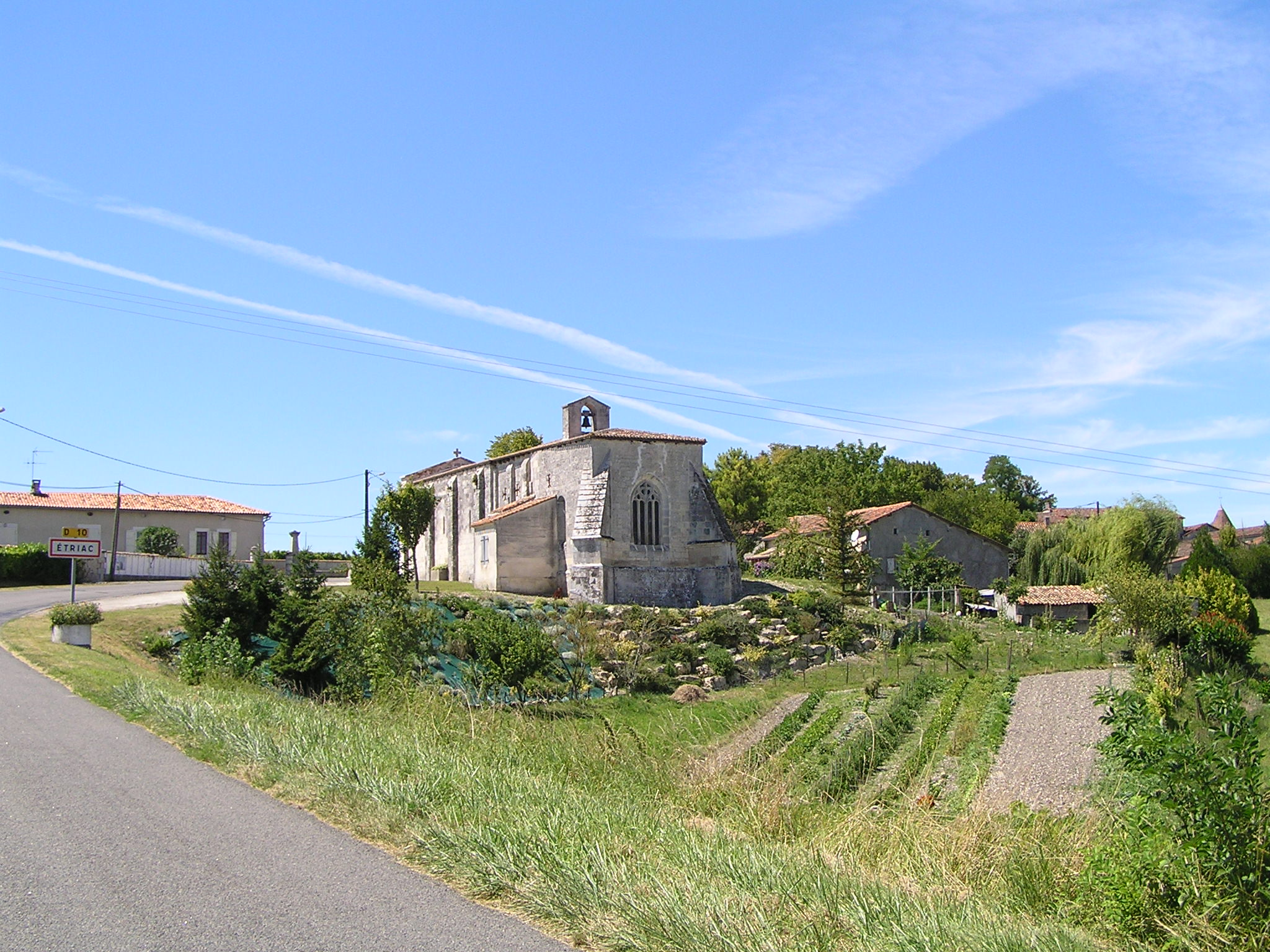
Этрияк
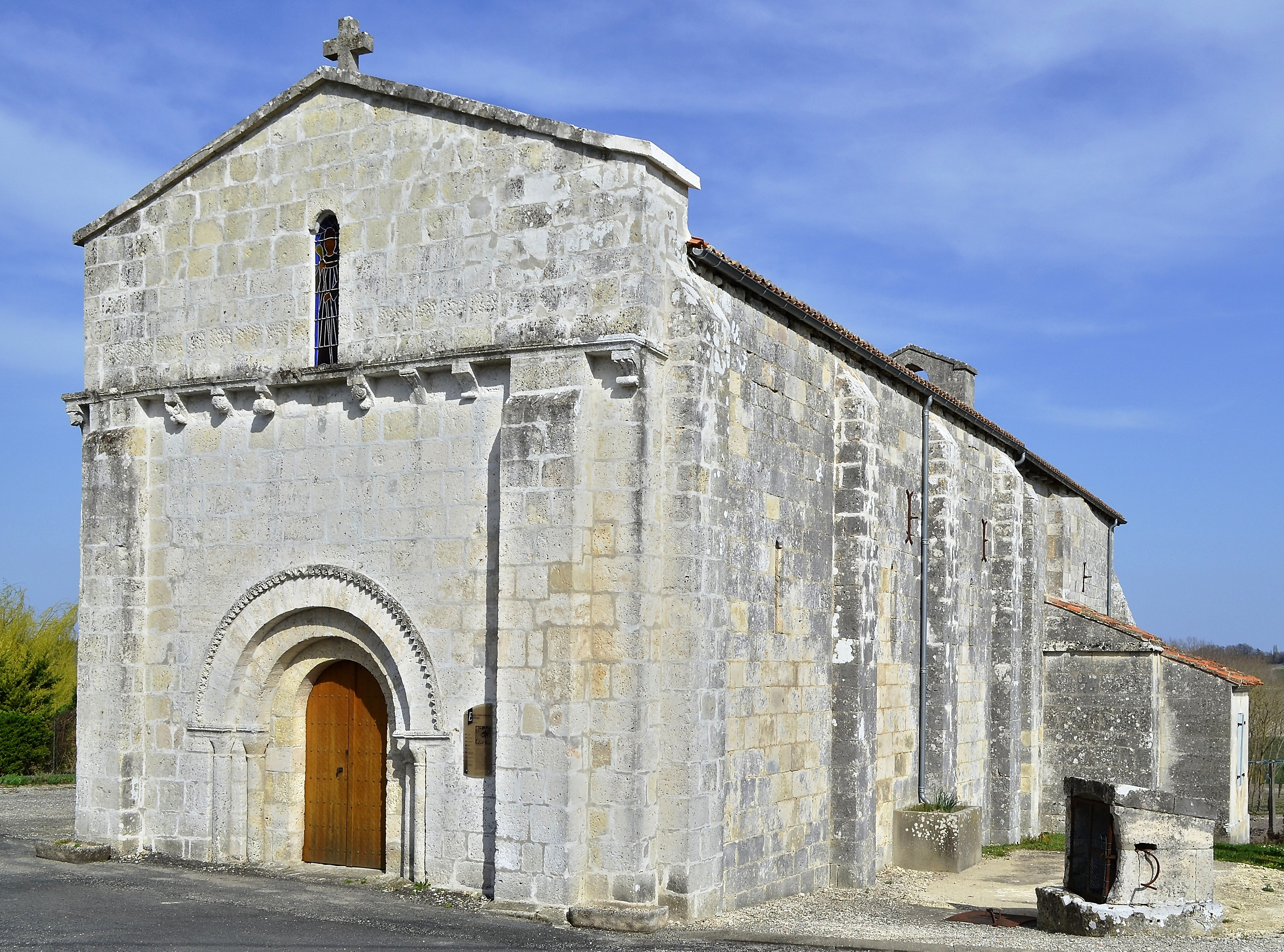
Церковь Сен-Жермен
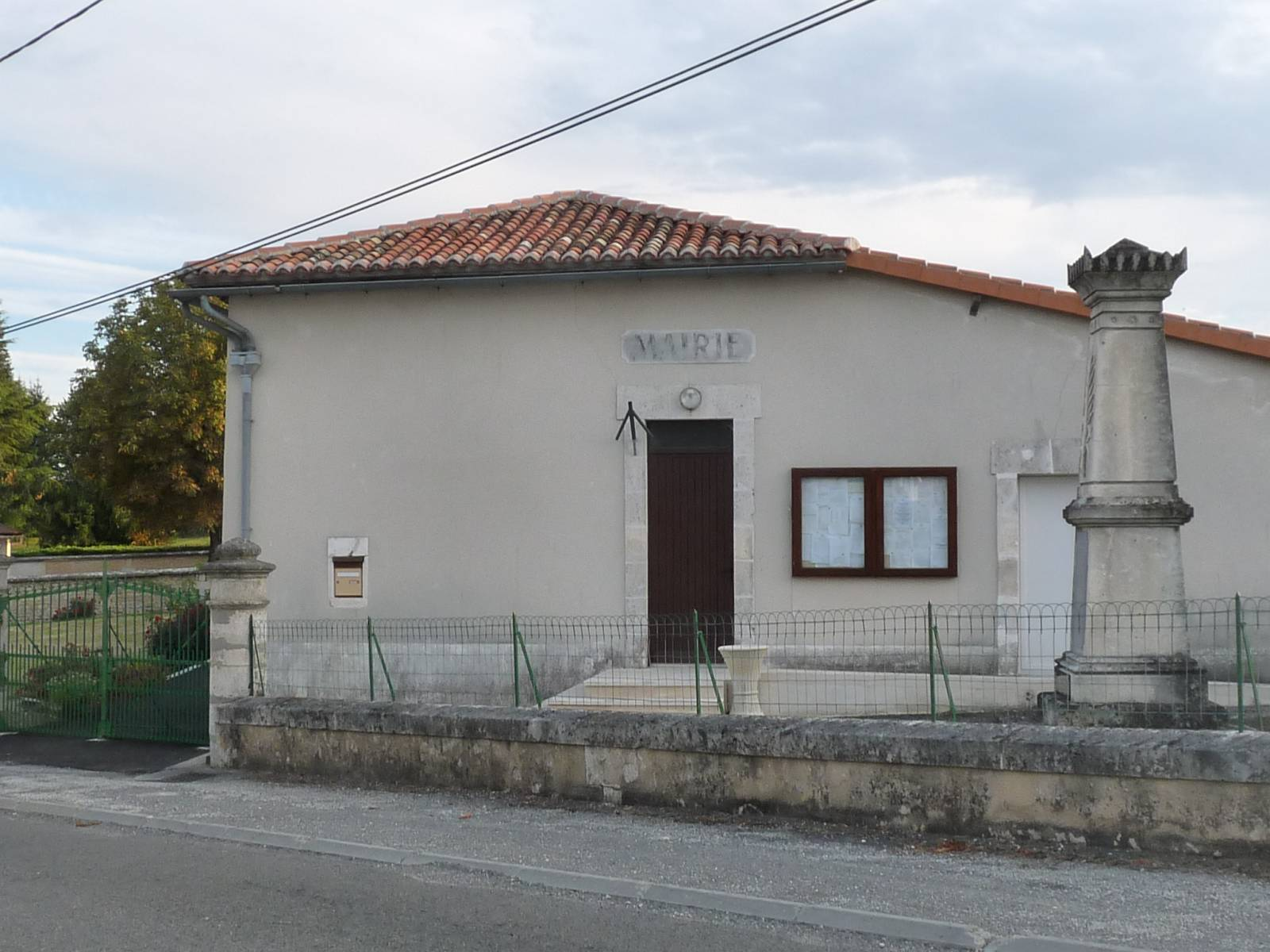
Мэрия